# آراکسیا گاسپاریان
آراکسیا هامبارتسومی گاسپاریان (ارمنی: Արաքսյա Համբարձումի Գասպարյան؛  زادهٔ ۲۴ اکتبر ۱۹۲۶ - درگذشته ۲۸ فوریهٔ ۲۰۰۱) کارشناس علوم پرورشی اهل ارمنستان بود.

## زندگی‌نامه
وی در ۲۴ اکتبر ۱۹۲۶ در روستای آرماش به دنیا آمد و از دانشگاه دولتی علوم پرورشی خاچاطور آبوویان ارمنستان (۱۹۴۸) فارغ‌التحصیل گشت. همچنین برندهٔ جوایزی همچون قهرمان کار سوسیالیست، نشان پیش‌کسوت کار، آموزگار شایسته ارمنستان شوروی (۱۹۶۲، نشان لنین (۱۹۶۰ و ۱۹۷۸) و مدال کارگر ممتاز شده است. وی در ۲۸ فوریهٔ ۲۰۰۱ در سن ۷۴ سالگی درگذشت.